# 아까시나무

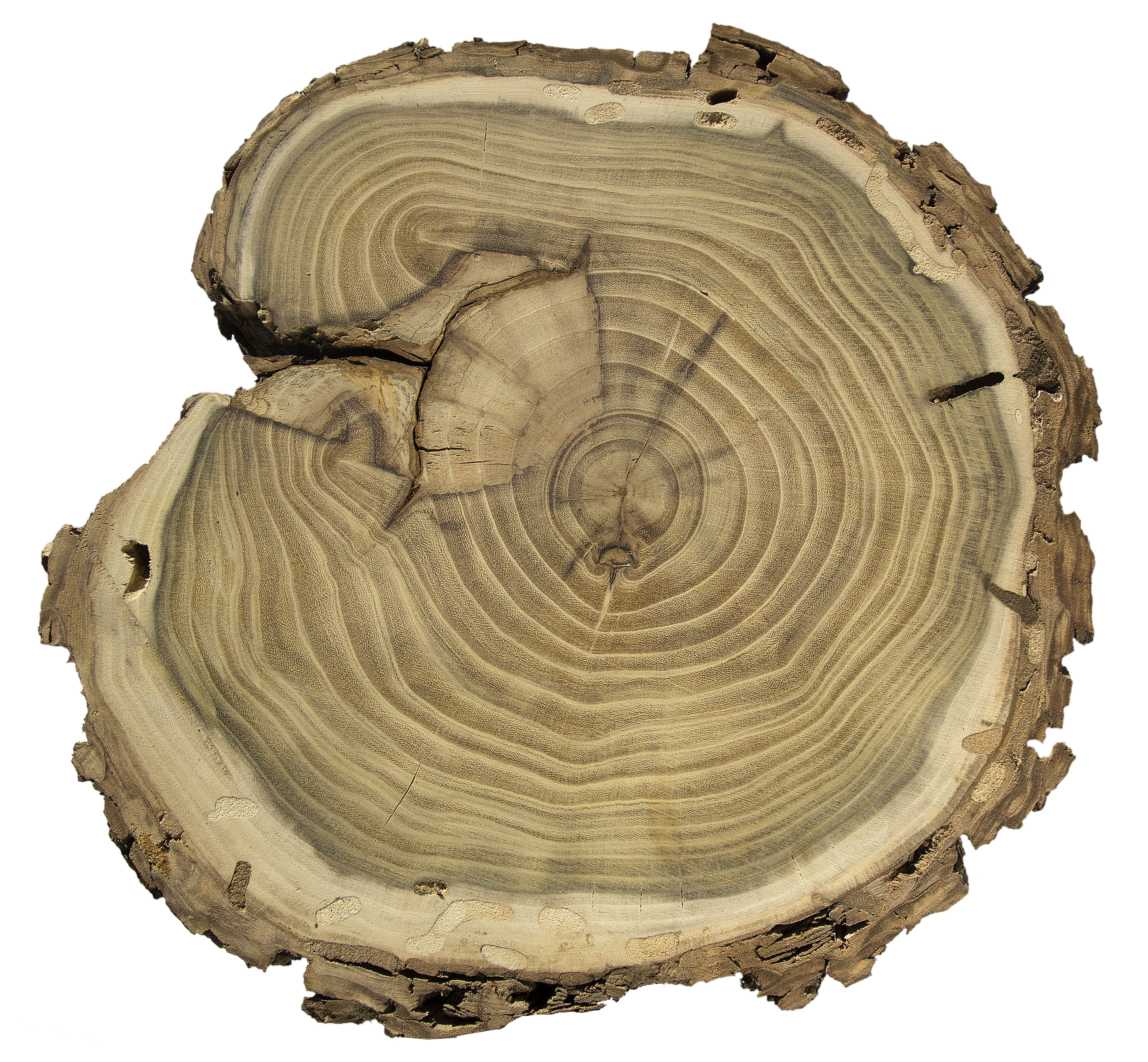
Robinia pseudoacacia

아까시나무(영어: black locust)는 콩아과(Faboideae)에 속하는 낙엽교목이다. 가짜 아카시아라고도 부른다. 미국 남동부가 원산지이며, 북아메리카, 유럽, 아시아의 온화한 지역에 분포한다. 일부 지역에서는 침입 종이라 하여 부정적으로 여긴다. 한국에서는 아카시아 나무가 없기 때문에, 이 아까시나무를 아카시아 나무라고 부르기도 한다.

## 이름
학명인 pseudoacacia는 ‘아카시아와 비슷하다’는 뜻이다. 아카시아(Acacia)는 동남아시아와 남반구에 서식하는 나무로, 아까시나무와는 다른 분류군에 속한다. 영어권과 일본어권에선 아까시나무를 ‘가짜 아카시아(false acacia, ニセアカシア)’로 부르기도 한다. 아카시아가 자라지 않는 대한민국에서는 아까시나무를 그냥 ‘아카시아’로 부르기도 한다.

## 역사
북아메리카 원산으로, 영국인 정착민들이 목재로 쓰기 시작하여 17세기에 유럽에 도입되었다.
한반도에는 1891년 일본우선 인천지점장인 사카키(坂木)가 상하이로부터 인천에 묘목을 들여왔다는 기록이 있다. 한편 성주군 월항면 지방리에 있는 아까시나무는 1890년 전후에 심은 것으로 추정된다. 1900년대 초에 용산구 육군본부 자리와 경인선(京仁線) 철도변에 처음 도입되었는데, 초대 조선총독 데라우치 마사타케(寺內正毅)가 독일 총영사 크루프의 추천에 따라 심었다. 경성제국대학의 불어 교사 E. 마텔은 나무의 번식력이 왕성하여 심지 말 것을 건의했으나 총독부는 그의 말을 따르지 않았고 심었으며 그 결과 아까시나무는 빠른 속도로 전국에 퍼졌다. 한국전쟁 후에 한국 정부가 주도한 산림 녹화 사업을 통해 전국에 심어진 나무다. 번식력이 왕성하고 질소 고정 능력이 좋아 토양 개선에도 큰 도움이 되며, 번식력은 다른 나무들과 경쟁시켜보면 아까시나무가 대개 패배한다. 왜냐면 아까시나무는 극양수로 숲이 교란되지 않고 안정되면 기를 못 펴기 때문이다.벌목 을 하거나 뿌리를 뽑아도 살아있어서 환상박피를 하거나 농약을 사용해서 제거하지만 살아남는다. 콩과여서 그런지 등나무꽃과 그 모양이 꽤 닮았다.

## 생태

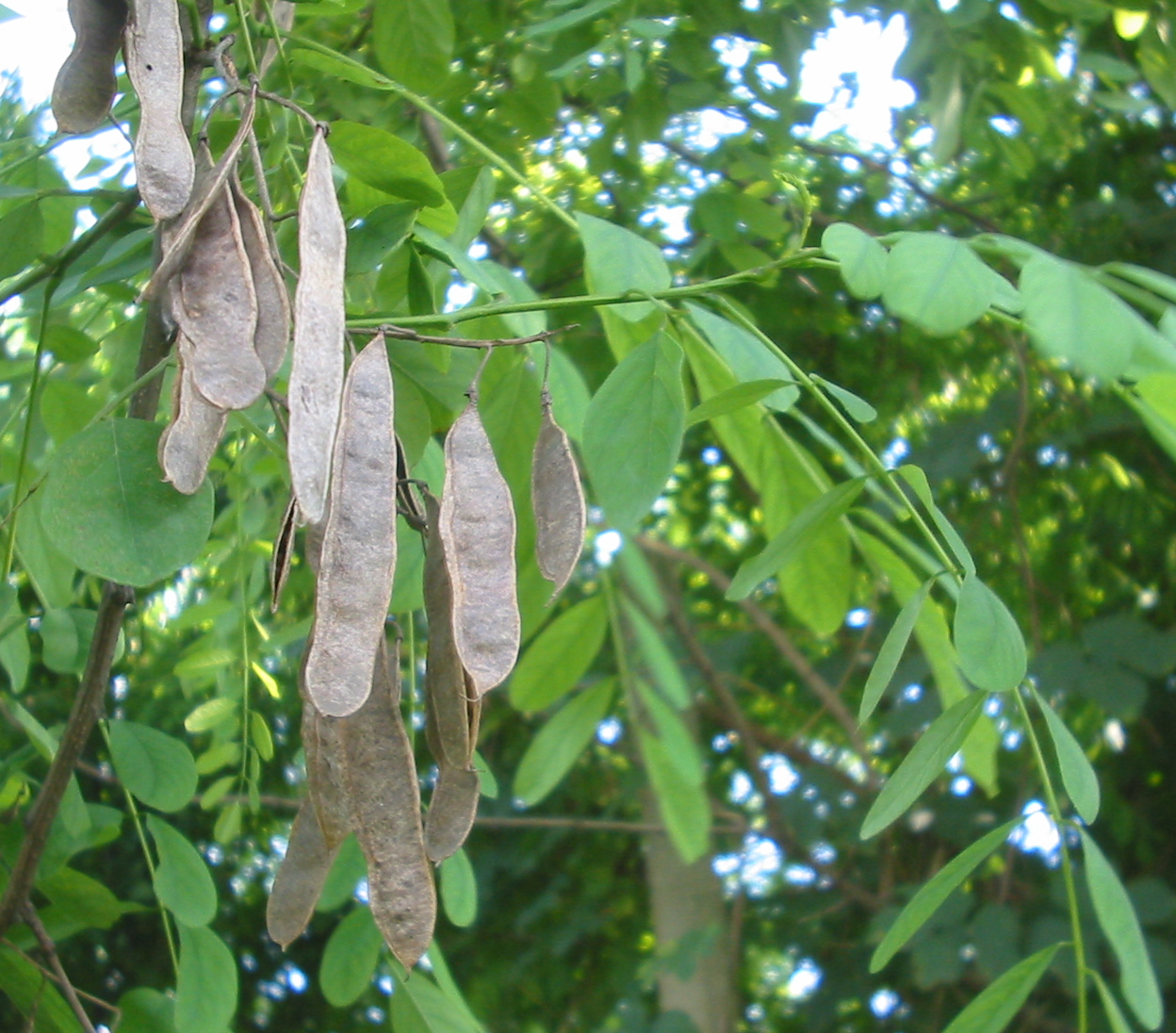
아까시나무의 열매

다 자라면 높이는 15~25미터 정도, 줄기 단면의 지름은 80센티미터 정도가 된다. 예외적으로 아주 오래된 아까시 나무는 높이가 27미터, 줄기 단면의 지름이 1.6미터쯤 된다. 잎사귀 하나 하나의 길이는 2~5센티미터, 폭은 1.5~3센티미터이고, 이런 작은 잎 9~19개가 깃털 모양으로 잎대에 붙어 있는데, 그 길이가 10~25센티미터이다. 각 잎의 아래 부분에 작은 가시 한쌍이 있다. 젊은 아까시나무의 가시는 2센티미터 정도 되며, 나이를 먹으면 가시가 없어지거나 1~2밀리미터 정도로 작아진다.
아까시나무의 꽃은 흰색과 노랜색이고 강한 향기가 나며 먹을 수 있다. 꽃이 여러개가 모여 꽃대에 주렁 주렁 자라는데, 이 길이가 8~20센티미터이다. 열매는 5~10센티미터의 꼬투리와 꼬투리 안의 씨앗 4~10개로 이루어져 있다.
아까시나무의 뿌리에는 질소 고정(Nitrogen fixation) 박테리아가 있다. 이 덕분에 척박한 땅에서도 자랄 수 있다.

## 이용
아까시나무는 꿀을 제공하고, 오염 물질을 정화한다. 이 나무는 크고 성장 속도가 빨라서 작은 정원에서 기르기에는 부적합하지만 이것의 변종 식물인 프리지아(Frisia)는 관상용 나무로 활용할 수 있다. 아까시나무는 단단하고 부식에 강하며 오래 가서 울타리나 작은 배를 만들 때 사용된다. 아까시나무는 오랫동안 타고, 탈때 연기가 적기 때문에 땔감으로도 손색없다.